# Mio min Mio (film)
Mio min Mio är en sovjetisk-svensk-norsk-brittisk fantasy-/äventyrsfilm från 1987 i regi av Vladimir Grammatikov efter boken med samma namn av Astrid Lindgren.
Den första offentliga visningen ägde rum på filmfestivalen i Moskva i juli 1987, i Sverige premiärvisades den 16 oktober 1987.

## Handling
Bo Vilhelm Olsson, ”Bosse”, är en föräldralös pojke som vuxit upp hos tant Edla och farbror Sixten. Den unge Bosse mobbas av grannpojkarna men har en vän, Benke.
En dag stöter han på en ande i en flaska som tar honom till Landet i fjärran. Där träffar han sin far kungen, som kallar Bosse för hans riktiga namn, Mio. Där träffar han också en pojke, ”Jum-Jum”. Till en början verkar allt vara bra i Landet i fjärran, men snart förstår Mio att det inte är som det ska vara. Den elake riddaren Kato i Landet Utanför har tagit barn till fånga och förvandlat dem till fåglar som i evighet ska cirkla runt hans stora svarta borg. Tillsammans rider Mio och Jum-Jum för att besegra Kato och befria barnen.

## Roller
| Roll             | Skådespelare        | Svensk röst       |
| ---------------- | ------------------- | ----------------- |
| Bosse/Mio        | Nick Pickard        | Pontus Lantz      |
| Benke/Jum-Jum    | Christian Bale      | Max Winerdal      |
| Kato             | Christopher Lee     | Tor Isedal        |
| Konungen         | Timothy Bottoms     | Tomas Bolme       |
| Väverskan        | Susannah York       | Helena Brodin     |
| Svärdsmidaren    | Sverre Anker Ousdal | John Harryson     |
| Eno/mattpiskaren | Igor Jasulovitj     | Per Sjöstrand     |
| Fru Lundin       | Linn Stokke         | Lena Endre        |
| Benkes far       | Stig Engström       | Ulf Håkan Jansson |
| Anden            | Geoffrey Staines    | Hans Strååt       |
| Tant Edla        | Gunilla Nyroos      | Gunilla Nyroos    |
| Jum-Jums mor     | Ljobov Germanova    |                   |
| Jiri             | Andrej Petrov       | Christoffer Levah |
| Nonno            | Andrej Sergeev      | Johan Randqvist   |
| Lollo            | Denis Bodrov        |                   |
| Millimani        | Anna Foght          |                   |
| Viskande Brunnen |                     | Helena Brodin     |
| Farbror Sixten   |                     | Lasse Swärd       |

- Övriga röster: Gunnar Ernblad, Ulf Håkan Jansson, Hans Strååt, Robin Berglund, Crispin Dickson, Max Dickson, Christoffer Levah, Martin Rissler, Johan Randqvist
- Svensk översättning och röstregi: Lasse Swärd
- Inspelningstekniker och mix: Bengt Löthner
- Svensk produktion av Svenska Filminstitutet och Nordisk Tonefilm[14]

## Produktion
Inspelningen av filmen skedde med ateljéfilmning i Gorkij-filmstudion i Moskva och Pinewood Studios i Storbritannien med exteriörscener från Krim i Sovjetunionen och Skottland av Aleksandr Antipenko, men även till viss del i Stockholm. Som förlaga har man Astrid Lindgrens roman Mio, min Mio som utgavs 1954.

## Mottagande
Kritiker kritiserade filmen när den kom, och särskilt den svenska dubbningen.

## Filmmusik
Kompositör och arrangör: Anders Eljas i samarbete med Benny Andersson
- ”Mio min Mio”, kompositör Benny Andersson och Björn Ulvaeus, framförd av Gemini, dirigent Sergej Skripka

Originalmusiken från filmen utkom 1987 på LP och MK.

## Video
Filmen utgavs 1993 på VHS, och den har också utgivits på DVD.